# Klecánky
Klecánky jsou vesnice, část města Klecany ve Středočeském kraji, v okrese Praha-východ. S hlavní částí Klecany na východě těsně sousedí. Klecánky leží na pravém břehu Vltavy a spojení s levým břehem zajišťuje přívoz Klecánky – Roztoky. Nedaleko pod přívozem se nachází zdymadlo Klecany. Do Klecánek zajíždí přes Klecany autobus Pražské integrované dopravy.